# 왕쥔샤
왕쥔샤(중국어 간체자: 王军霞, 정체자: 王軍霞, 병음: Wáng Jūnxiá, 한자음: 왕군하, 1973년 1월 19일~)는 중화인민공화국의 전직 육상 선수로 주 종목은 중거리 달리기와 장거리 달리기이다. 중국 국가대표 선수로 활동하며 1996년 하계 올림픽에서 여자 5000m 금메달, 10000m 은메달을 획득했다. 또한 세계 선수권 대회에서 금메달 1개를 획득했다.
왕쥔샤는 1993년에 여자 3000m와 5000m 세계 기록을 세웠으며 현재까지 3000m 부문 세계 기록을 보유하고 있다.

## 생애
지린성 자오허시 출신으로 왕쥔샤의 전성기는 1992년과 1996년 사이에 놓였다. 1992년 서울에서 열린 세계 주니어 육상 선수권 대회에서는 10,000m에서 에티오피아의 게테 와미를 꺾었다.
1993년에 황금적이나 짧은 영광이 왔다. 4월에 마라톤에서 2시간 24.07초의 세계 선두 시간이자 전 아시아 기록을 세웠으며, 5월에는 국내 선수권 대회에서 3000m의 빠른 시간 8분 27.68초의 아시아 기록을 깼다. 8월에는 마쥔런 코치 아래의 중국 여성 선수들이 슈투트가르트에서 1500m부터 10,000m까지 세계 타이틀을 휩쓸면서 세계를 아연하게 만들었다. 왕쥔샤는 경주 전에 아픔에 불구하고 10,000m 타이틀을 석권하였다. 적어도 1달 안에 국내 대회에서는 3개의 경주에서 3개의 세계 기록들과 함께 3000m와 10,000m를 우승하였다.
9월 11일에는 1500m에서 동료 선수 추윈샤에게 밀려 2위를 하고, 다음 날에 3000m 예선들에서는 그녀의 동료들이 첫 예선에서 세계 기록을 깼다. 이 기록은 2차 예선에서 왕쥔샤가 깨면서 겨우 간단히 보유되었다. 다음 날 왕쥔샤는 3000m를 8분 06.11초와 우승하였다. 그해 후기에 열린 월드컵 마라톤을 우승하기도 하였다.
1994년에는 지난 해 주목만 할 상연으로 제시 오언스 상을 수상하였다. 그녀는 중국인과 아시아인으로서 처음으로 그 상을 수상한 선수였다. 히로시마에서 열린 아시안 게임에서 10,000m를 30분 50.34초의 선두 기록으로 우승하였어도, 그녀의 세계 기록 경신은 사라졌다. 1995년 그녀와 그녀의 동료 선수들이 마쥔런 코치와 헤어지고, 주요 성공 없이 짧은 기간의 자율 훈련 후에 왕쥔샤는 마오더젠 코치 아래 훈련을 받았다. 1996년 애틀랜타 올림픽에 대비하여 난징에서 열린 선발 시합에서 5000m와 10,000m 출전에 합격하였다.
두 종목은 애틀랜타 올림픽에서 여성들을 위해 새로 생긴 종목들이었으며, 올림픽에서 5000m를 14분 59.88초와 함께 달리면서 금메달 획득에 성공하였다. 10,000m에서는 포르투갈의 페르난다 히베이루에게 밀려 2위를 하고 말았다. 올림픽이 끝난 후, 육상에서 은퇴하였다.

## 같이 보기
- 육상 세계 기록